# Association internationale des joueuses de squash
Le Women's Squash Association (Association internationale des joueuses de squash en français, WSA) est l'organisation professionnelle du squash féminin. Il fonctionne sur le même mode que la WTA pour le tennis. Le WSA World Tour est impliqué dans l'organisation de près de 100 tournois annuels à travers le monde entier. Plus de 250 joueuses sont recensées, et leurs rangs sont mis à jour mensuellement en fonction de leurs performances dans les tournois.

## WSA World Tour
Il y a plus d'une centaine de tournois WSA à travers le monde le long d'une année, ces tournois sont classifiés en différentes catégories selon leurs gains : 
- Tour : ces tournois vont de 5 000 $ à 24 999 $, ils sont répartis en 3 catégories : WSA Tour 15 : 15 000 $ - 24 999 $, WSA Tour 10 : 10 000 $ - 14 999 $ et WSA Tour 5 : 5 000 $ - 9 999 $.

- Silver et Gold : Ces tournois sont plus prestigieux, ils ont une dotation minimum de 25 000 $ suivant les catégories : WSA Gold 50 : 50 000 $ - 69 999 $, WSA Silver 35 : 35 000 $ - 49 999 $ et WSA Silver 25 : 25 000 $ - 34 999 $.

- World Series : Le plus haut niveau du squash féminin, comptant deux catégories : Gold et Platinum (70 000 $ minimum)

- Championnat du Monde : Le tournoi le plus prestigieux de l'année réunissant les 32 meilleures joueuses du monde.

Son équivalent masculin est la Professional Squash Association (PSA).

## Classement mondial
Chaque mois, la WSA publie un classement mondial des joueuses professionnelles :

### Classement actuel
| Rang | Joueuse                 | Pays       |
| 1    | Nour El Sherbini        | Égypte     |
| 2    | Nouran Gohar            | Égypte     |
| 3    | Hania El Hammamy        | Égypte     |
| 4    | Olivia Weaver           | États-Unis |
| 5    | Nele Coll               | Belgique   |
| 6    | Tinne Gilis             | Belgique   |
| 7    | Georgina Kennedy        | Angleterre |
| 8    | Rowan Elaraby           | Égypte     |
| 9    | Sivasangari Subramaniam | Malaisie   |
| 10   | Amina Orfi              | Égypte     |
| 11   | Satomi Watanabe         | Japon      |
| 12   | Salma Hany              | Égypte     |
| 13   | Fayrouz Aboelkheir      | Égypte     |
| 14   | Nada Abbas              | Égypte     |
| 15   | Farida Mohamed          | Égypte     |
| 16   | Sarah-Jane Perry        | Angleterre |
| 17   | Sabrina Sobhy           | États-Unis |
| 18   | Sana Ibrahim            | Égypte     |
| 19   | Jasmine Hutton          | Angleterre |
| 20   | Amanda Sobhy            | États-Unis |